# Metacatharsius renaudi
Metacatharsius renaudi là một loài bọ cánh cứng trong họ Bọ hung (Scarabaeidae).